# Marsha Hunt (née en 1946)
Pour les articles homonymes, voir Hunt.
Ne doit pas être confondu avec l'actrice Marsha Hunt.
Marsha Hunt, née le 15 avril 1946, est une actrice, romancière, chanteuse et ancienne mannequin afro-américaine, qui a principalement vécu en Grande-Bretagne et en Irlande. Elle devient célèbre dans tout le pays lorsqu'elle apparaît à Londres dans le rôle de Dionne, dans la comédie musicale rock Hair. Elle entretient des relations étroites avec Marc Bolan et Mick Jagger, qui est le père de sa fille Karis Jagger.   
Elle écrit trois romans, ainsi que trois volumes d'autobiographie, qui incluent un récit sans fard de sa vie en tant que patiente atteinte d'un cancer du sein. 

## Jeunesse
Hunt naît à Philadelphie le 15 avril 1946 et vit dans le nord de la ville entre la 23e rue et Columbia puis à Germantown et à Mount Airy, quartiers de classe moyenne, pendant les treize premières années de sa vie,,. Hunt garde un bon souvenir de Philadelphie, en particulier des « sandwichs au cheesesteak et des bad boys du terrain de basket ».  
Sa mère, Inez, travaille comme bibliothécaire, tandis que son père, Blaire Theodore Hunt, Jr., est l'un des premiers psychiatres noir d'Amérique mais il ne vit pas avec la famille,. Hunt découvre à l'âge de 15 ans qu'il s'est suicidé trois ans auparavant. Elle est élevée par sa mère, sa tante et sa grand-mère ; trois fortes femmes de personnalités très différentes. Hunt décrit sa mère Inez comme « extrêmement intelligente et tournée vers l'éducation », sa tante Thelma comme « extrêmement catholique mais très glamour » et sa grand-mère Edna comme une femme du Sud indépendante « extrêmement agressive ... donnant des coups de pied aux fesses ». 
Hunt considère que l'expérience de la pauvreté l'a gardée du matérialisme à l'âge adulte. Sa famille insiste beaucoup sur la réussite scolaire et Hunt s'y conforme. En 1960, la famille s'installe à Kensington, en Californie, afin que son frère et sa sœur puissent fréquenter le lycée d'Oakland et se préparer à entrer à l'Université de Californie à Berkeley,. Hunt entre également à Berkeley, en 1964, où elle rejoint Jerry Rubin lors de manifestations contre la guerre du Viêt Nam. Dans son livre Undefeated, elle évoque ses souvenirs de son séjour à Berkeley, où ils « participaient aux sit-ins du Mouvement pour la Liberté d'expression, fumaient de l'herbe, s'essayaient à l'acide, faisaient la queue pour suivre des cours de philosophie orientale, relevaient le défi de vivre ensemble et allaient danser à San Francisco ».

## Londres
En février 1966, Hunt s'installe en Grande-Bretagne, puis vit pendant un certain temps à Édimbourg, en Écosse,.  Selon elle, à Londres dans les années 1960, « tout semble possible ».  

### Mariage avec Mike Ratledge
Fin 1966, Hunt rencontre le musicien Mike Ratledge de Soft Machine. À ce moment-là, Hunt a du mal à obtenir une extension de visa pour rester en Angleterre et elle propose à Ratledge de l'épouser. Ils se marient le 15 avril 1967. Le planning de tournée de Soft Machine ne laisse pas de temps pour une lune de miel. Ratledge et Hunt passent tout de même deux mois ensemble, avant que le groupe ne se rende en France cette même année. Hunt déclare en 1991 qu'elle et Ratledge ne se sont jamais tenus la main et ne se sont jamais embrassés, « ... il vient pour Pâques. Mais c'est ce que nous avons appelé 'mariés' ». Ils restent amis et Hunt en conclut que le secret d'un mariage heureux est de « se séparer immédiatement ».  

### Musique
Bien que Hunt indique qu'elle n'a pas un grand talent musical, elle travaille comme chanteuse pendant 18 mois à son arrivée en Angleterre,. En février 1967, Hunt rejoint le trio d'Alexis Korner, Free at Last, et entame une carrière qui va durer une quinzaine d'années. En 1968, elle rejoint le groupe The Ferris Wheel, puis elle devient célèbre dans toute l'Angleterre en interprétant le rôle de Dionne dans la comédie musicale rock Hair, un succès au box-office sur la scène londonienne,. Hunt n'a que deux lignes de dialogue mais elle attire l'attention des médias et sa photo apparaît dans de nombreux journaux et magazines. Son portrait par Justin de Villeneuve (en) est utilisé sur l'affiche et les billets de la production originale de Londres en 1968 et elle est reprise par le Readers Digest en Europe en 1976. Selon Hunt, le rôle lui convient parfaitement et il exprime qui elle est vraiment. Elle est l'une des trois Américaines en vedette dans le spectacle de Londres et quand celui-ci débute, elle n'a aucun contrat signé. Elle en obtient un toutefois grâce à la couverture médiatique dont elle fait l'objet. Hunt se produit dans des festivals de musique, comme Jazz Bilzen et celui de l'Île de Wight en août 1969 avec son groupe White Trash,. Le premier single de Hunt, une reprise de Walk on Gilded Splinters du Dr John, produit par Tony Visconti, sort sous le label Track Records en 1969. Il reste un hit mineur. Un album, Woman Child (également produit par Tony Visconti, sorti en Allemagne sous le titre Desdemona), suit en 1971. En mai 1977, un album de chansons disco sort en Allemagne sous le titre Marsha. Il est enregistré aux Musicland Studios de Munich et produit par Pete Bellotte (coproducteur avec Giorgio Moroder de nombreux albums de Donna Summer). 
Hunt rencontre Marc Bolan en 1969 lorsqu'elle se rend au studio où le groupe de Bolan enregistre Unicorn. Tony Visconti raconte que lorsque Bolan et Hunt se rencontrent, « on voyait les rayons de lumière qui se déversaient de leurs yeux dans ceux de l'autre. . . . Nous avons terminé la session inhabituellement tôt et Marc et Marsha sont partis dans la nuit, main dans la main ». Selon Hunt, la relation entre les deux repose sur quelque chose de plus que de l'attraction physique.  
En 1973, Hunt participe à un panel organisé par le magazine britannique Melody Maker pour discuter des femmes dans la musique et des possibilités offertes aux femmes noires. Elle fait remarquer que les femmes noires doivent passer par la « petite porte » pour entrer dans l'industrie musicale, en rejoignant une imagerie de « statues symboliques » avant de pouvoir faire leur propre musique.  
En plus de son mari Ratledge, de Korner et Bolan, Hunt est professionnellement associée à des musiciens tels que Long John Baldry, John Mayall et Elton John. Dans les années 1970, Hunt coprésente avec Sarah Ward une nocturne populaire à la radio, Sarah, Marsha and Friends, sur London's Capital Radio.

### Top modèle
Trois mois après le démarrage de Hair, Hunt est la première modèle noire à apparaître en couverture du magazine britannique de haute couture Queen. En 1968, Hunt pose nue pour le photographe Patrick Anson (5e comte de Lichfield) après la soirée d'ouverture de Hair et la photo est publiée en couverture de Vogue, édition anglaise, numéro de janvier 1969,. Près de 40 ans plus tard, Hunt pose de nouveau nue pour Litchfield, reprenant la pose de l'édition originale de Vogue.  Cette photo est prise cinq semaines après l'ablation de son sein droit et de ses ganglions lymphatiques pour lutter contre son cancer,. La photo est publiée sur la couverture de son livre Undefeated de 2005, racontant son combat contre la maladie,. Hunt est également photographiée par Lewis Morley, Horace Ové et Robert Taylor.  

### Relation avec Mick Jagger
En 1991, Hunt déclare avoir rencontré Mick Jagger lorsque les Rolling Stones lui demandent de poser pour la promotion de Honky Tonk Women. Proposition qu'elle refuse car elle « ne voulait pas avoir l'air de s'être fait attraper par tous les Rolling Stones ». Jagger la rappelle et c'est ainsi que leur liaison commence, pour durer neuf ou dix mois. Selon le livre de Christopher Sanford, Mick Jagger : Rebel Knight, Hunt déclare au journaliste Frankie McGowan que la timidité et la maladresse de Jagger l'ont séduite, mais que leur relation s'est principalement déroulée en privé car leurs univers étaient très différents. À Londres, en novembre 1970, Hunt donne naissance à la première fille de Jagger, Karis. Selon Hunt, le couple désirait l'enfant sans avoir l'intention de vivre ensemble. Tony Sanchez écrit dans Up and Down with the Rolling Stones que Jagger envisage d'épouser Hunt mais ne le fait pas, tandis que Hunt, de son côté, ne croît pas qu'ils sont suffisamment compatibles pour cohabiter de manière satisfaisante.  
En 1973, lorsque Karis a deux ans, Hunt demande aux tribunaux de Londres d'obtenir un reconnaissance de paternité de la part de Jagger. La situation est finalement réglée à l'amiable,. Jagger accepte de créer un fonds sous forme de trust pour Karis et de payer 17 $ par semaine pour son éducation jusqu'à ce qu'elle atteigne 21 ans, mais nie officiellement sa paternité,. En 1978, Hunt l'attaque en justice à Los Angeles pour qu'il reconnaisse cette paternité. Elle réclame 580 $ par semaine une reconnaissance publique de leur fille. À l'époque, Hunt est au chômage et perçoit les allocations de l'Aide aux Familles d'Enfants Dépendants. En 1979, Hunt remporte le procès en paternité. Elle veut « seulement pouvoir dire à ma fille, quand elle aura 21 ans, que je n'ai pas permis à son père de négliger ses responsabilités ». Au fil des ans, Jagger se rapproche de Karis. Il l'emmène, adolescente, en vacances avec sa famille, assiste à sa remise de diplôme à l'Université Yale et à son mariage en 2000. En 2008, il continue à la voir, elle et sa famille. Hunt voit toujours Jagger, eu égard au lien que crée la parentalité, mais elle a une relation plus proche  avec la mère de Jagger. 
En décembre 2012, Hunt vend chez Sotheby's à Londres, une série de lettres d'amour écrites l'été 1969 par Mick Jagger, 182 250 £ (301 000 $), .

### «Brown Sugar»
Christopher Sanford écrit dans son livre Mick Jagger que lorsque les Rolling Stones sortent la chanson « Brown Sugar », on a immédiatement pensé qu'elle fait référence à Hunt ou à la chanteuse de soul Claudia Lennear. Dans son autobiographie, Real Life : The Story of a Survivor (1985), Hunt reconnaît que « Brown Sugar » parle d'elle, tout comme quelques autres chansons. Elle réitère ces propos dans son livre Undefeated (2006),. 

## Écriture

### Autobiographe
Hunt commence à écrire en 1985 son premier livre, une autobiographie, Real Life: The Story of a Survivor (1986). Elle trouve le processus d'écriture plus difficile qu'elle ne s'y attendait. Cependant elle réitère en 1996 avec une autre autobiographie, Repossessing Ernestine: A Granddaughter Uncovers the Secret History of Her American Family (Retrouver Ernestine : une petite-fille découvre l'histoire secrète de sa famille américaine). Elle y relate ses recherches sur sa grand-mère paternelle, Ernestine, placée en asile pendant près de 50 ans. Après le suicide du père de Hunt, ses relations avec sa famille paternelle sont sporadiques. Hunt retrouve son grand-père, Blair Hunt, peu de temps avant sa mort en 1978, vivant avec sa nouvelle compagne âgée de 60 ans dans un quartier sordide. Hunt découvre que son grand-père a été directeur d'une école publique et un membre éminent de la communauté noire de Memphis. Blair Hunt lui parle de sa « pauvre chère femme malade » qu'il a « envoyée à l'asile » de nombreuses années auparavant. Hunt découvre que sa grand-mère paternelle, Ernestine, est née en 1896 dans une famille noire libre et qu'elle a grandi à Memphis. Elle parle d'« une jeune femme intelligente et remarquablement belle qui excellait à l'école et était très enviée pour sa peau pâle, ses yeux bleus et ses cheveux blonds ». Hunt retrouve sa grand-mère dans une maison de retraite délabrée. Bien qu'elle ne réussisse pas à savoir pourquoi Ernestine a passé 50 ans derrière des barreaux, Hunt écrit que les raisons sont probablement plus liées au racisme et au sexisme qu'à la folie.  
En 2005, Hunt publie ses mémoires sur son combat contre le cancer, Undefeated.

### Romancière
En 1990, Hunt publie son premier roman, Joy, sur une femme qui grandit pour rejoindre un groupe de chanteurs (évoquant The Supremes), avant de mourir prématurément. Le roman, qui se déroule dans un appartement chic de New York lors d'une journée du printemps 1987, inclut de nombreux flashbacks décrivant la vie d'un quartier noir des années 1950 et 1960. Le livre traite également de la célébrité dans le monde de la musique et de l'incapacité de certaines personnes, malgré leur richesse, à réaliser leur propre rêve américain et à mener une vie épanouie. Selon elle, tous les personnages sont à la fois des victimes et des coupables, pour refléter la vie réelle où « nous souffrons, mais [où] nous nous faisons aussi souffrir les uns les autres en permanence ». Hunt écrit Joy lors d'une tournée en Angleterre avec une troupe jouant Othello. Hunt dit que Joy raconte aussi le colorisme qui existe dans la société Noire américaine à l'époque. Les femmes à la peau plus claire et aux cheveux plus longs étaient préférées aux femmes aux cheveux crépus et aux traits plus stéréotypés. Hunt déclare qu'avoir vécu en Angleterre et avoir pu explorer tous ses accents lui a appris à quel point la langue Noire est belle. Elle met en valeur dans son roman cette caractéristique « culturellement importante ».  
Le deuxième roman de Hunt, Free, publié en 1992, raconte l'histoire d'esclaves émancipés et de leurs enfants vivant à Germantown en Pennsylvanie, en 1913. Le roman de Hunt Like Venus Fading (1998) s'inspire de la vie d'Adelaïde Hall, connue sous le nom de « Vénus au teint hâlé », de Joséphine Baker et de Dorothy Dandridge.  
Hunt écrit ses quatre premiers livres dans une retraite isolée en France appelée La Montagne où elle vit seule. Le silence et l'ennui l'inspirent pour écrire.  

### Éditrice
En 1999, Hunt cherche un emploi d'écrivain en résidence à la prison Mountjoy de Dublin. Là, elle recueille et sélectionne des écrits de prisonniers et publie The Junk Yard : Voices From An Irish Prison. Le livre contient 15 histoires divisées en cinq sections : l'Enfance, la Vie de famille, les Billets, Vivre dans le crime et Vivre en prison,. Hunt répond à un des éditeurs qui critique la répétition des thèmes de la pauvreté urbaine, de la toxicomanie et de la vie en prison, qu'il est intéressant de se demander pourquoi ces détenus ont des histoires si similaires. The Junk Yard: Voices From An Irish Prison devient numéro un des ventes en Irlande en 1999.

### Militante
En 1995, Hunt crée le prix Saga, pour dénicher de nouveaux auteurs noirs de talent. Le prix est décerné au « meilleur roman inédit par un écrivain né en Grande-Bretagne ou en république d'Irlande ayant un ancêtre noir africain ». Bien qu'il attire les critiques de la « Commission pour l'égalité des races », il est décerné pendant quatre ans, jusqu'en 1998. Parmi les gagnants, on peut citer Diran Adebayo ou Joanna Traynor,,,.  
Lors du Festival international du livre d'Édimbourg de 1997, Hunt manifeste en tenant seule un piquet de grève sur Charlotte Square pour critiquer « l'organisation bâclée » du festival. Des membres de la direction sont licenciés le lendemain de la manifestation.

### Projet en cours
Hunt travaille sur un livre sur Jimi Hendrix, qu'elle considère comme le travail de sa vie. Selon elle, personne d'autre n'est capable de partager son point de vue sur la question, « car lui et moi, nous avons partagé quelque chose - des Noirs américains qui sont allés à Londres et y ont été transformés et reconditionnés pour les États-Unis, même si je n'ai jamais connu le succès là-bas et lui oui ».

## Actrice

### Théâtre
En 1971, Hunt joue Bianca dans Catch My Soul, la version rock-and-roll d'Othello produite par Jack Good,. En 1973, elle écrit, produit et réalise un nouveau spectacle londonien intitulé Man to Woman. La bande originale sort en vinyle en 1982 chez Virgin Records, avec des chansons de Robert Wyatt,. En 1975, elle interprète Sabina dans The Skin of Our Teeth. En 1991, elle joue le rôle de l'infirmière Logan dans la première mondiale de The Ride Down Mount Morgan d'Arthur Miller au Wyndham's Theatre de Londres,. Hunt devient membre du National Theatre et de la Royal Shakespeare Company.  
En 1994, Hunt joue une pièce seule en scène, en Écosse, au Festival d'Édimbourg. Elle interprète Baby Palatine, une femme de 60 ans qui devient la costumière d'un groupe de pop féminin. La pièce est basée sur son roman Joy (1990) et dirigée par sa fille Karis Jagger, une idée de Hunt. Avec sa mère, elles « [ont] ont passé six semaines à répéter en France. Puisqu'il faisait très beau, nous avons délimité la forme de la scène avec mes ours en peluche et répété dans le jardin ». 

### Films
La carrière cinématographique de Hunt comprend des apparitions dans Dracula 73 (1972), Britannia Hospital (1982) réalisé par Lindsay Anderson, Rêves sanglants (1982), Jamais plus jamais (1983), Hurlements 2 (1985), et Tank Malling (1989). En 1990, Hunt reprend le rôle de Bianca dans la production télévisée de la BBC d'Othello, réalisée par Trevor Nunn,.  

### Documentaires
En 1997, le cinéaste irlandais Alan Gilsenan réalise God Bless America qui met en vedette six villes américaines vues à travers les yeux de six auteurs américains. Hunt, invitée à participer, figure dans Philadelphie de Marsha Hunt. Selon Gilsenan, Hunt pense que les fondements du succès de la démocratie et du capitalisme aux États-Unis se trouvent dans le crime qu'est l'esclavage, un crime que l'Amérique doit comprendre pour trouver la paix. Hunt tombe amoureuse de Gilsenan et s'installe avec lui dans les montagnes de Wicklow, près de Dublin. En 1999, elle l'aide à lutter contre le cancer en s'inspirant de sa propre expérience. Puis Hunt et Gilsenan se quittent.  
Un documentaire sur son combat contre le cancer, Beating Breast Cancer, est diffusé le 26 septembre 2005 sur ITV .

## Cancer
À la fin de l'année 2004, Hunt apprend qu'elle est atteinte d'un cancer du sein et qu'elle va devoir subir une intervention chirurgicale pour enlever son sein droit et ses ganglions lymphatiques. D'abord à la recherche d'un autre type de traitement, elle finit par choisir quelques mois plus tard  de se faire opérer en Irlande,. Hunt décide de subir une mastectomie complète sans reconstruction ultérieure : « Reconstruction - comme si on remettait miraculeusement le sein en place tel quel. En fait, tout ce qu'on vous rend c'est à peu près votre décolleté : vous n'avez plus les sensations ni la sensibilité. . . On prend des muscles de votre dos, de la peau de vos cuisses, de la graisse de votre estomac. Vous vous êtes fait enlever un sein, mais le reste de votre corps était en bon état. Maintenant, la moitié de votre corps est charcutée - et pour quoi faire ? ».   
Selon Hunt, une fois l'opération terminée elle ne pleure pas la perte de sa poitrine, heureuse que le cancer ait été retiré. Sur l'expérience de la mastectomie, elle juge que la chirurgie lui a laissé une « cicatrice de guerre » qui la fait se sentir plus attirante, un souvenir de ce à quoi elle a survécu. En juillet 2007, Hunt évoque l'ablation de son sein avec un garçon de 12 ans. Elle lui dit qu'elle est maintenant comme les Amazones qui, selon la légende, se faisaient enlever un sein afin d'utiliser leur arc au combat de profil pour décocher leurs flèches sans être gênées.  
Après son opération, elle contracte une infection au SARM et subit un nouveau traitement puis une chimiothérapie. Ne voulant pas attendre que ses cheveux tombent, elle décide de prendre les devants et organise une fête où ses invités coupent les mèches de ses cheveux à tour de rôle.  
L'Irish Independent rapporte le 27 août 2008 que Hunt monte debout sur une table à l'entrée de l'hôpital privé Mater à Dublin, pour permettre à tout le monde de constater qu'elle a survécu à un cancer du sein au troisième stade, après un traitement de chimiothérapie, de radiothérapie et de thérapie Trastuzumab à l'hôpital.

## Vie privée
Hunt dit que la plus grande erreur des gens sur son compte est qu'elle serait riche, même si elle se décrit comme « spirituellement riche ». Restée fidèle à sa conviction que la richesse n'est pas nécessaire au bonheur, elle vit la « vie de l'écrivain » depuis plus de vingt ans. Elle aime la solitude d'une vie indépendante et trouve qu'être célibataire lui permet de faire des rencontres et de vivre des expériences impossibles à vivre en couple. En 2005, elle partage sa vie entre l'Irlande et la France, où elle possède une maison à la campagne à une centaine de kilomètres de Paris,. 

### Identité Noire-américaine
Quand Hunt arrive en Europe, elle s'aperçoit que les gens la voient comme une Américaine et non comme une Afro-américaine ou encore une Noire. Elle décrit elle-même sa couleur de peau comme « chêne, avec un soupçon d'érable » et note que « [d]es différentes races qu['elle] je connai[t] — Africain, Indien d'Amérique, Juif allemand et Irlandais — seule l'africaine était reconnue. » Elle invente son propre mot pour se décrire, basé sur les mots « mélange » et « mélanine » : « mélangienne »,. 

Hunt déclare en 1991 que la communauté noire n'ose pas exprimer la douleur qu'elle s'inflige à elle-même. Elle dit également que vivre à l'étranger pendant la majeure partie de sa vie a fait d'elle une étrangère aux États-Unis : 

« J'ai peur de me promener dans Harlem... plus peur que toi, parce que si je me promenais dans Harlem avec mes chaussures bizarres et mon accent bizarre, je me ferais botter le cul plus vite que toi. En quelque sorte, c'est moi la traîtresse. »

Le musée national de l'histoire et de la culture afro-américaines, un musée de la Smithsonian Institution de Washington, inauguré en 2016 lors d'une cérémonie dirigée par le président Barack Obama, rend hommage à Marsha Hunt.